# ユダヤ学
ユダヤ学（ユダヤがく、ヘブライ語：maddā‘ēy-hayYiśrā’ēl、chokhmath Yiśrā’ēl、ドイツ語：Judaistik、英語： Jewish studies、Judaic studies）は、ユダヤ人およびユダヤ教を主な研究対象とする学問である。ユダヤ教学（ユダヤきょうがく）ともいう。ユダヤ学の科目は、現在多くの大学で学ぶことができる。ユダヤ人の多い国の欧米の大学、主要な欧米の大学には、必ずといってよいほど講座・研究機関が設置されている。また、現在「ユダヤ学」と称する国際的学会が幾つも開催されている。
現代の用語としてのユダヤ学とは、ヤハドゥート（ユダヤ教）・ユダヤ人の言語・思想・哲学・文学・歴史・芸術などの全てに関する学問である。ヘブライ語では「イスラエル学」という。

## ユダヤ教科学
ユダヤ教科学（"die Wissenschaft des Judentums"）というと、ヤハドゥートを科学的に研究するという19世紀ドイツに始まった流れのことで、先進的・科学的方法を駆使する。
1821年5月27日発足したユダヤ人科学・文化協会 Verein für Cultur und Wissenschaft der Juden, Culturverein der Juden （ツンツ、ガンス、モーゼス・モーザー設立 ）の雑誌名「Zeitschrift für die Wissenschaft des Judentums」に因み、ユダヤ教科学（die Wissenschaft des Judentums）という名称が起こった。
学者によっても研究姿勢は異なるが、最初は、キリスト教徒（ドイツ人）社会への参入と同化、解放、異教徒の反ユダヤ主義者による妄想・無知、誤解・偏見（「知ったかぶり」など）の訂正、ドイツのユダヤ人のためのヤハドゥートの提供、ユダヤ人のための自己定義と再発見、といった役割を持っていた。
最初はハスカーラーの影響も受け、また改革派ユダヤ教などの創設を促すこととなり、ユダヤ人の地位についてはディアスポラ、同化の傾向を示す。

### 歴史年表
| 1729年-1786年      | モーゼス・メンデルスゾーン： ハスカーラー |
| 1789年             | フランス革命 |
| 1791年             | ダーヴィト・フリートレンダー David Friedländer、ユダヤ教徒初のベルリン市参事議員となる ユダヤ教徒と、キリスト教徒は、「モーセの宗教」に立ち返るべきだと主張、同化主義 （無理な平均化、遺産・価値観の放棄、政治的という欠点がある） |
| 1795年代           | イザーク・ヨースト・レーオポルト・ツンツが生まれる（ヴォルフェンビュッテルのヘデルに赴任したラビ・エーレンベルク Samuel Meyer Ehrenberg によって、二人は普通教育を受けることとなった） |
| 1810年             | ベルリン大学設立 フンボルトはユダヤ教徒解放の運動に理解を示していた |
| 1810年から1820年代 | ユダヤ教科学（ユダヤ教学）が確立されていく |
| 1812年             | プロイセン王国のフリードリヒ・ヴィルヘルム3世、ユダヤ教徒にプロイセン市民権をキリスト教徒とほぼ同権まで引き上げる |
| 1814-1915年        | ウィーン会議によりキリスト教徒による差別政策が復活し、ユダヤ教徒の地位が後退する |
| 1815年             | イスラエル・ヤーコプゾーン、ユダヤ教徒の人頭税を廃止 |
| 1817年             | レーオポルト・ツンツ（「ドイツ系ユダヤ人 German Jewish」） エッセイ「ラビ文献について」 タルムード、ラビ文献が、非ユダヤ教徒の全ての人に読まれ研究されるべき、と主張した（これは未だ達成されていない）。また、この論文で初めて科学（Wissenschaft）という言葉を使用したとされる（ユダヤ教文書の保存、復元、最先端の科学の導入を主張した）。 ツンツは、近代人へのヤハドゥートの説明、近代のヤハドゥートのために、古いラビの言葉でもなく、マスキールの独善的な言葉でもなく、反ユダヤ主義者の妄想と思い込みの言葉でもなく、新たな言葉が必要と考えた。 また、結論を出さずにラビ文献を読むべきだと考えていた。 優れたユダヤ思想家の1人 |
| 1819年             | ユダヤ人襲撃暴動 |
| 1819年11月7日      | エードゥアルト・ガンスが、レーポルト・ツンツ、イザーク・ヨーストらベルリン大学の学友を集め「ドイツのユダヤ人の状況改善の会」を発足する |
| 1820年～1828年     | イザーク・ヨースト（「ユダヤ系ドイツ人 Jewish German/Judaist German」）「イスラエル人の歴史」（フラウィウス・ヨセフス以降初めてのユダヤ人の歴史書 / ただ、ヨーストは極端な同化の立場を取った欠点がある） |
| 1821年5月27日      | ユダヤ人科学・文化協会 Verein für Cultur und Wissenschaft der Juden, Culturverein der Juden (1819-, ツンツ、ガンス、モーゼス・モーザー設立) 発足 （） 会の雑誌名「Zeitschrift für die Wissenschaft des Judentums」に因み、ユダヤ教科学（die Wissenschaft des Judentums）という名称が起こる 42会議、17会合、200名近い会員 |
| 1822年             | プロイセン、キリスト教徒でないガンスを正式な教授への任命を却下 |
| 1824年             | ユダヤ人科学・文化協会が解散（遺産は現在イスラエル国立図書館にある） |
| 1825年             | ガンス、キリスト教に改宗（26年に教授に就任） |
| 1836/7年           | ザムゾン・ラーファエル・ヒルシュ Samson Raphael Hirsch (1808 – 1888)、アーブラハム・ガイガーらの分裂の開始→改革派と正統派 |
| 1838年             | ザームエル・ヒルシュ Samuel Hirsch、デッサウのラビになる（1843年ルクセンブルクの首席ラビ、1866年フィラデルフィアへ移住する） |
| 1844年             | 改革派が婚姻・カシュルートに関する否定的なミツワーを廃止 |
| 1851年             | ザムゾン・ラーファエル・ヒルシュ、フランクフルトのラビとなり、急激な改革に反対する新正統派、トーラー・イム・デレフ・エレツ（聖地の道と共にあるトーラー） Torah 'im Derekh Eretz （新正統派とも。新正統派神学 Neo-orthodoxy ではない）を提唱 |
| 1851年             | 月刊 ユダヤ教の科学と歴史 Monatschrift für die Geschichte und Wissenschaft des Judenthums (1851-, ツァハリアス・フランケル Zacharias Frankel がドレスデンで創刊) （） |
| 1853年～1874年     | ポーゼン出身のハインリヒ・グレーツ「ユダヤ人の歴史」 / 伝統派（ドイツにおける正統派と改革派の間を取る） ：歴史の中での一つのヤハドゥート・ユダヤ人（ヤハドゥートの役割は別として、ただこうした単純化した見方には、欠点や間違いも大いにあると考えられる） |
| 1854年             | ブレスラウ・ユダヤ教神学院設立 |
| 1856年-78年        | ユダヤ教科学雑誌（「イェシュルン」） Jeschurun, Zeitschrift für die Wissenschaft des Judenthums （1856-78, ドイツ語圏で多くの学者が執筆・出版）（ ） |
| 1862年-1873年      | 科学と生活のためのユダヤ人雑誌 Jüdische Zeitschrift für Wissenschaft und Leben (1862-1873, アーブラハム・ガイガーがブレスラウで創刊) （） |
| 1869/1870年        | ベルリーンにユダヤ教科学高等学院 Lehranstalt für die Wissenschaft des Judenthums, (Berlin) Hochschule für die Wissenschaft des Judentums 設立 （講義の開始は1872- / ユダヤ教科学を確立しようとしたアーブラハム・ガイガー、レーヴィ、カッセル、ハイマン・シュタインタールら創設）（） |
| 1874年-            | ユダヤ教科学マガジン Magazin für die Wissenschaft des Judenthums (1874-, アーブラハム・ベルリーナー創刊) （） |
| 1876年             | 分裂法（ドイツの正統派と改革派が分離） |
| 1885年             | アメリカ改革派のピッツバーグ綱領：カシュルート廃止 |
| 1901年             | 第一回シオニスト会議 |
| 1908–1941年        | ロシアにおける、ベラルーシ出身のシモン・ドゥブノフの活動：ロシア・ユダヤ学派の開始 ダヴィト・ギンヅブルク、ザルマン・シャザール、エゼキエル・カウフマン、ソロモン・ツァイトリンらを輩出 |
| 1908年             | ダヴィト・ギンヅブルク David Günzburg の活動によりペテルブルクに「ロシア・ユダヤ人歴史・民俗学協会」設立 |
| 1908年             | イズレイル・ザングウィル「るつぼ」 |
| 1904年～1914年     | 第二次アリヤー（ロシア・ポーランドからの大規模な帰還） イスラエルの地に帰還し、労働を通して、ヤハドゥート文化・精神の再興をはかり、「正しい社会」を建設することを提唱する労働シオニズムの影響下にある またこの際ヘブライ語復興運動が現実のものとしてなされていった |
| 1924年             | ヘブライ大学にユダヤ学研究所設立（ゲルショム・ショーレムら） |

現在、最大組織の機関としては世界ユダヤ学会議 World Congress of Jewish Studies が存在する。構成は以下のようになっている：
- A部会: ミクラー、ミクラーの世界
- B部会: 歴史
- C部会: ラビ文献、ハラーハー、ユダヤ思想（ユダヤ哲学）
- D部会: 言語、文学、芸術
- E部会: 現代社会

### 人物、その他
- モーゼス・メンデルスゾーン Moses Mendelsohn (1729-1788)
- レーヴィゾーン・シャラモン、ゾーロモン・レーヴィゾーン Solomon Loewisohn (1789-1821)
- イザーク・ヨースト Isaak Jost (1793-1860) - ザクセン・アンハルト出身の歴史家
- レーオポルト・ツンツ Leopold Zunz (1794-1886) - 改革派ラビ、「ユダヤ教科学」の直接起因となった思想家
- モーゼス・モーザー Moses Moser （） (1796-1838) - 実業家で、ハイネの友人
- エードゥアルト・ガンス Eduard Gans (1797 - 1839) - ベルリン出身の法学者
- サムエール・ダーヴィド・ルッツァット Samuel David Luzzatto (1800-1865)
- ツァハリアス・フランケル Zecharias Frankel (1801–1875) - プラハ出身の保守派ラビ、ブレスラウ・ユダヤ教神学院の学長
- アーブラハム・ガイガー Abraham Geiger (1810-1874) - 改革派ラビ
- モーリッツ・シュタインシュナイダー Moritz Steinschneider (1816-1907)
- ハインリヒ・グレーツ Heinrich Graetz (1817 - 1891) - ポーゼン管区出身の歴史家・ユダヤ思想者、伝統派創設者
- ダーヴィト・カッセル David Kassel(David Cassel) (1818-1893) （） - シレジア・グローガウ出身の歴史家・神学者
- ハイマン・シュタインタール Hermann(Heymann) Steinthal (1823-1899) - アンハルト出身の文献学/言語学・哲学者
- モーリッツ・ラーツァルス Moritz Lazarus (1824-1903)
- イスラーエル・レーヴィ Israel Lewy （ ） (1841 - 1917) - ポーゼン管区出身の神学者
- ヘルマン・コーエン Hermann Cohen (1842-1918) - ラビの子で、ユダヤ哲学者、新カント派哲学者
- ヤーコプ・グットマン Jakob Guttmann (Jacob Guttmann) (1845-1919) （） - シレジア・ボイテン出身のラビ・ユダヤ哲学史家で、ブレスラウ・ユダヤ教神学院で学び、1874年からヒルデスハイムのラビ、86年からブレスラウのラビ
- ダヴィト・ギンヅブルク David Günzburg (1857 - 1910) - ヘブライスト、実業家・慈善（ツェダーカー）家
- シモン・ドゥブノフ Simon Dubnov (1860-1941)
- イスマール・エルボーゲン Ismar Elbogen (1874 - 1943) - ラビ、ユダヤ学者
- サロー・ウィットメイア・バロン　Salo Wittmayer Baron（1895−1989年）ユダヤ人の歴史家。
- ユリウス・グットマン Julius Guttmann (1880-1950) - ヤーコプ・グットマンの子、ラビ、ブレスラウ大学の哲学講師、1934年イスラエルの地に帰還
- ヤーコプ・クラツキン Jakob Klatzkin/Jacob Klatzkin/Jakov Klaczkin （） (1882-1948)
- フーゴ・ベルクマン Hugo Bergmann (1883 - 1975) - プラハ出身のユダヤ哲学者
- エゼキエル・カウフマン Yehezkel Kaufmann (1889-1963)
- ゲルショム・ショーレム Gershom Scholem (1897-1982)
- アブラハム・レオン　Abraham Leon(1918-1944)
- ユダヤ教科学アカデミー Akademie für die Wissenschaft des Judentums, Berlin
- ユダヤ教科学研究学院 Forschungs-Institut für die Wissenschaft des Judentums, Berlin

- 定期刊行物 Periodicals （）

改革派ユダヤ教の歴史年表も参照

## 著名な大学

### イスラエル
バル＝イラン大学

### ドイツ
- ベルリン自由大学 Berlin (FU), Institut für Judaistik
- デュッセルドルフ・ハインリヒ・ハイネ大学 Düsseldorf, Institut für Jüdische Studien und Abteilung für Jiddistik
- フランクフルト・ヨハン・ヴォルフガング・ゲーテ大学 Frankfurt am Main, Seminar für Judaistik
- フライブルク・アルベルト・ルートヴィヒ大学 Freiburg im Breisgau Judaistik
- ハレ＝ヴィッテンベルク・マルティン・ルター大学 Halle-Wittenberg, Seminar für Judaistik/Jüdische Studien
- ハイデルベルク・ユダヤ学高等学院 Heidelberg (Hochschule für Jüdische Studien), Hochschule-Homepage
- ケルン大学 Köln, Martin-Buber-Institut für Judaistik
- ミュンヘン大学 München, Studiengang Judaistik
- ポツダム大学 Potsdam, Kollegium Jüdische Studien
- エバーハルト・カール大学テュービンゲン Tübingen, Jüdische Studien
- トリーア大学 Trier, Jiddistik in Trier

### オーストリア
- ウィーン大学, Institut für Judaistik

### スイス
- バーゼル大学 Basel, Institut für Jüdische Studien
- ルツェルン大学 Luzern, Judaistik

### ハンガリー

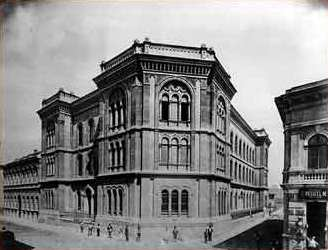
ラビ学院

- ハンガリー国立ラビ学院・ユダヤ教大学（「ユダヤ教神学院・ユダヤ学総合大学」） Országos Rabbiképző – Zsidó Egyetem (OR-ZSE )/ Jewish Theological Seminary – University of Jewish Studies -

### アメリカ合衆国
- ハーヴァード大学

- ブランダイス大学 The Lown School of Near Eastern and Judaic Studies

- イェシーバー大学
- ニューヨーク州立大学アルバニー校 SUNY at Albany

- プリンストン大学

- ヴァージニア大学

- コーネル大学

- インディアナ大学 The Borns Jewish Studies Program

### イギリス
- オックスフォード大学